# Реміх
Реміх (люксемб. Réimech, фр. Remich, нім. Remich) — місто в Люксембурзі, що утворює собою окрему комуну. Входить до складу кантону Реміх в окрузі Гревенмахер.

## Географія
Площа території комуни становить 5,29 км² (116-е місце за цим показником серед 116 комун Люксембургу).
Найвища точка комуни над рівнем моря — 253 метрів (116-е місце за цим показником серед комун країни), найнижча — 142 метрів (8-е місце).

## Демографія
Станом на 2011 рік на території комуни мешкало 3 345 ос.
Динаміка чисельності населення: